# Björn Otto
Björn Otto (* 16. října 1977, Frechen, Severní Porýní-Vestfálsko) je německý sportovec, který se věnuje atletice. Na halovém ME 2007 v anglickém Birminghamu vybojoval výkonem 571 cm bronzovou medaili ve skoku o tyči.

## Kariéra
V roce 2000 obsadil šesté místo na halovém ME v belgickém Gentu. Na evropském halovém šampionátu 2005 v Madridu skončil těsně pod stupni vítězů, na čtvrtém místě. Bronz naopak získal jeho reprezentační kolega Tim Lobinger. V roce 2007 se umístil na MS v atletice v japonské Ósace na páté pozici s výkonem 581 cm. Na domácím světovém šampionátu v Berlíně 2009 skončila jeho cesta v kvalifikaci.
Vystudoval biologii na Univerzitě v Kolíně nad Rýnem. Zúčastnil se tří letních univerziád, přičemž bez medaile zůstal jen v roce 2001, na univerziádě v Pekingu. O dva roky později získal v jihokorejském Tegu bronzovou medaili. Zlatou medaili vybojoval v roce 2005 na univerziádě v tureckém İzmiru, kde překonal 580 cm.

### Osobní rekordy
- hala – 592 cm – 18. února 2012, Postupim
- venku – 601 cm – 5. září 2012, Aachen